# Anton Ažbe
Anton Ažbe (Dolenčice, 30 maggio 1862 – Monaco di Baviera, 6 agosto 1905) è stato un pittore sloveno che ha studiato a Vienna.
A 30 anni ha fondato la sua scuola di pittura, dove ha insegnato anche a impressionisti famosi come Rihard Jakopič, Ivan Grohar, Matej Sternen e Matija Jama.